# Les Rivages
Les Rivages is een plaats in de Belgische provincie Namen en een wijk van de stad Dinant. Het oude gehucht is gelegen aan de rechteroever van de Maas juist ten zuiden van de Rots Bayard. 
Tijdens de Eerste Wereldoorlog werden hier tijdens de opmars van het Duitse Leger op 23 augustus 1914 zware represailles en moordpartijen op de burgerbevolking uitgevoerd.